# O Senhor dos Anéis (série de filmes)
O Senhor dos Anéis (no original em inglês, The Lord of the Rings) é uma trilogia cinematográfica dirigida por Peter Jackson com base na obra-prima homônima de J. R. R. Tolkien. Os três filmes foram rodados em simultâneo na Nova Zelândia, faturaram cerca de 3 bilhões (US$ 2.925.155.189) de dólares de receitas conjuntas de bilheteira e foram galardoados com 17 Oscars, entre os 30 para os quais foram nomeados. e é a franquia cinematográfica mais premiada da história.
- O Senhor dos Anéis: A Sociedade do Anel / A Irmandade do Anel — The Lord of the Rings: The Fellowship of the Ring (2001)
- O Senhor dos Anéis: As Duas Torres — The Lord of the Rings: The Two Towers (2002)
- O Senhor dos Anéis: O Retorno do Rei / O Regresso do Rei — The Lord of the Rings: The Return of the King (2003)

Localizada no mundo ficcional na Terra Média, os três filmes seguem o jovem hobbit Frodo Bolseiro em sua missão de destruir o "Um Anel", assegurando assim também a destruição de seu criador, o Senhor das Trevas Sauron. Para auxiliá-lo em sua tarefa, forma-se uma sociedade, composta por representantes dos humanos, hobbits, elfos e anões, encarregados de sua segurança pelos estranhos caminhos que terá que seguir. No entanto, a sociedade quebra-se e Frodo continua sua jornada sozinho, apenas acompanhado por seu amigo fiel, Samwise Gamgee, e pelo traiçoeiro Gollum, um dos antigos possuidores do "Um Anel". Ao mesmo tempo, o mago Gandalf e o humano Aragorn, herdeiro exilado do trono de Gondor, unem-se e juntam o Povo Livre da Terra Média em uma guerra, finalmente vitoriosa, contra Sauron.
Os filmes foram escritos, produzidos e dirigidos por Peter Jackson e distribuídos pela New Line Cinema, sendo que teve colaboração de sua esposa Fran Walsh e Philippa Boyens nos roteiros. Considerado um dos maiores projetos cinematográficos já executados, com um orçamento estimado de $280 milhões e tempo total de produção de oito anos, teve a filmagem dos três filmes feita  simultaneamente na terra natal de Jackson, a Nova Zelândia. Todos os filmes ainda tiveram uma versão estendida liberada quando do lançamento dos mesmos em DVD, um ano após o lançamento nos cinemas.
A trilogia alcançou um grande sucesso financeiro, estando os filmes colocados respectivamente em 32º, 24º, e 6º lugares entre as maiores bilheterias cinematográficas de todos os tempos (posição até o primeiro semestre de 2010). Os filmes foram ainda aclamados pela crítica, tornando-se assim um enorme sucesso de crítica e público ao mesmo tempo.

## Filmes

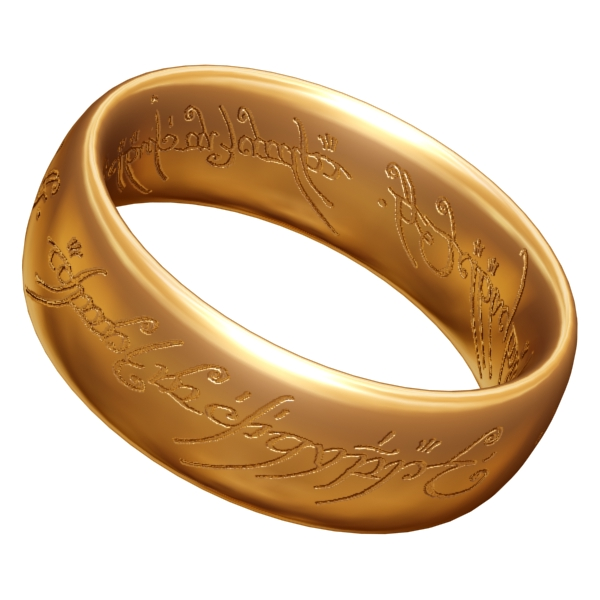
O Um Anel, forjado por Sauron, figura central dos livros e dos filmes.

### The Fellowship of the Ring(2001)
Na Segunda Era da Terra-média, o Senhor das Trevas Sauron forja o Um Anel na intenção de distribuir poderes e dominar, através do artefato, os senhores dos Elfos, Anões e dos Homens. Um exército de homens e elfos trava uma batalha contra Sauron em Mordor, onde Isildur, Príncipe de Gondor, corta o Anel junto com seu dedo, destruindo temporariamente sua forma física. Isildur, já corrompido pelo Um Anel, é morto por Orcs e o Anel se perde por mais de dois mil anos até ser encontrado pela criatura Gollum e mantido em segredo por mais de cinco séculos. 
Mais de seis décadas depois, Bilbo Bolseiro celebra seu 111º aniversário no Condado, reunindo seu velho amigo Gandalf, o Cinzento, entre outros. Bilbo revela sua intenção de deixar o Condado e partir em uma última aventura, deixando sua herança para seu sobrinho, Frodo, incluindo o Um Anel. Após descobrir a identidade do Um Anel, Frodo deixa o Condado na companhia de seu amigo, Samwise Gamgee, enquanto Gandalf parte em busca de ajuda. Ao chegarem em Bree, juntamente com Merry e Pippin, Frodo e "Sam" são surpreendidos por um estranho conhecido apenas como "Strider", que os leva até Valfenda. Elrond, Senhor dos Elfos, decide que o Um Anel deve ser destruído para evitar o retorno total de Sauron e Frodo se oferece para levá-lo até a Montanha da Perdição. Ao pequeno hobbit, juntam-se: o elfo Legolas, o anão Gimli, Boromir de Gondor e Aragorn, o herdeiro de Isildur e Rei de Gondor. 

### The Two Towers(2002)
Após a aparente morte de Gandalf, a Sociedade do Anel se dissolve e Frodo e Sam seguem em direção à Montanha da Perdição para destruir o Um Anel. A dupla é confrontada pela criatura Gollum, que cobiça o Um Anel mais do que tudo. A contragosto de Sam, Frodo pede que Gollum os guie até a Montanha da Perdição. Enquanto isso, Aragorn, Legolas e Gimli partem em procurar de Pippin e Merry, capturados pelos Uruk-hais. Seguindo as pistas dos inimigos, os três viajantes encontram-se com os banidos Rohirrim cujo rei, Théoden encontra-se manipulado por Grima Língua de Cobra, seu conselheiro. Na floresta, o grupo reencontra o agora ressurreto Gandalf, o Branco e parte na tentativa de deter Saruman e, finalmente, Sauron. Daí em diante, um elo de lealdade e esperança passa a ser forjado entre o povo de Rohan e os remanescentes da Sociedade do Anel. 

### The Return of the King(2003)
Gandalf lidera Aragorn, Legolas, Gimli e Théoden rumo a Isengard, onde encontram Merry e Pippin. Com a queda de Saruman, Gandalf descobre através de seu palantír que Sauron planeja destruir a cidade nobre de Minas Tirith e parte na tentativa de alertar seus governantes. 
Enquanto isso, Frodo Bolseiro e Samwise Gamgee são guiados por Gollum pelo território inimigo para Minas Morgul, onde descobrem o poderoso exército de Orcs que se prepara para aniquilar a raça dos homens. A pedido de Gollum, os três decidem tomar um caminho "secreto" alternativo rumo à Montanha da Perdição, porém Sam passa a desconfiar das intenções da criatura. Em Gondor, Pippin segue as instruções de Gandalf e secretamente acende o farol conclamando o auxílio de Rohan na luta contra Sauron. 
Em meio às batalhas, Elrond alerta Aragorn sobre o estado frágil de Arwen. Após uma visão de seu filho, Arwen recusa a deixar a Terra média e decide permanecer ao lado de seu verdadeiro amor. Elrond, então, entrega a mítica espada Andúril - antiga espada reforjada de Isildur - para que este possa reivindicar o trono de Gondor.
| Filme                | Data de lançamento     | Diretor       | Roteirista(s)                                                 | Produtor(es)                                               |
| -------------------- | ---------------------- | ------------- | ------------------------------------------------------------- | ---------------------------------------------------------- |
| O Senhor dos Anéis 1 | 19 de dezembro de 2001 | Peter Jackson | Fran Walsh, Peter Jackson e Philippa Boyens                   | Fran Walsh, Tim Sanders, Peter Jackson e Barrie M. Osborne |
| O Senhor dos Anéis 2 | 18 de dezembro de 2002 | Peter Jackson | Fran Walsh, Peter Jackson, Philippa Boyens e Stephen Sinclair | Fran Walsh, Peter Jackson e Barrie M. Osborne              |
| O Senhor dos Anéis 3 | 17 de dezembro de 2003 | Peter Jackson | Fran Walsh, Peter Jackson e Philippa Boyens                   | Fran Walsh, Peter Jackson e Barrie M. Osborne              |

## Produção e desenvolvimento
O primeiro contato de Peter Jackson com a obra O Senhor dos Anéis se deu através do filme animado de 1978. Jackson se interessou pelo universo da obra e "decidiu conhecer melhor". Mais tarde, já aos 17 anos, Jackson leu uma versão encurtada do livro durante uma viagem de trem entre Wellington e Auckland.
Em 1995, Jackson terminava The Frighteners quando considerou realizar um projeto voltado para a obra. O diretor questionou o porque de nenhum outro cineasta ter se interessado em produzir algo relativo à Terra-média. Com os avanços tecnológicos muito bem explorados, a exemplo de Jurassic Park, o diretor começou a formalizar a ideia de produzir algo relativo ao universo Tolkien. Em outubro do mesmo ano, juntou-se a Fran Walsh e Harvey Weinstein, diretor da Miramax, para negociar os direitos de adaptação da obra com Saul Zaentz. As conversações foram paralisadas após uma oferta da Universal Pictures para rodar um remake de King Kong. A questão desagradou a Weinstein e Zaentz também não cedeu os direitos de distribuição de The Hobbit, conforme era o desejo de Jackson. Em abril de 1996, a questão ainda não havia sido resolvida e o projeto permanecia parado.
Jackson decidiu iniciar o projeto King Kong antes das filmagens de O Senhor dos Anéis, levando a Universal a um acordo de rendimentos com a Miramax garantindo que nenhuma das companhias sofresse prejuízos. Mais tarde, por conta de problemas com locações de King Kong, Jackson decidiu inverter os planos e iniciar O Senhor dos Anéis de uma vez por todas. 
Após o cancelamento de King Kong em 1997, Jackson e Walsh receberam apoio de Weinstein e iniciaram a divisão dos direitos. A dupla encomendou um roteiro a Costa Bites e releram toda a obra original. O primeiro esboço do diretor sobre o filme foi concluído dois ou três meses depois. O projeto inicial do primeiro filme seria o equivalente ao que se tornou o conteúdo de The Fellowship of the Ring, The Two Towers e o início de The Return of the King, encerrando com a morte de Saruman e a jornada de Gandalf e Pippin à Minas Tirith. Neste esboço, Gwaihir e Gandalf visitam Edoras após escapar de Saruman; Gollum ataca Frodo e a Sociedade do Anel; Bilbo participa do Conselho de Elrond, Sam olha no Espelho de Galadriel, Saruman se arrepende e os Nazgûl são derrotados na Montanha da Perdição. Jackson apresentou este esboço a Bob Weinstein e ambos concordaram em produzir dois filmes ao orçamento de 75 milhões de dólares. 
Em 1997, Jackson e Walsh passaram a colaborar com Stephen Sinclair para o roteiro. Sua parceira, Philippa Boyens, era uma fã de longa data do livro e juntou-se a equipe após apreciar o esboço. O trabalho durou de 13 a 14 meses para desenvolver o roteiro dos dois filmes, cada um com cerca de 145 páginas. Por conta de compromissos de carreira, Sinclair teve de abandonar o projeto. Entre duas revisões, Sam é flagrado espionando a conversa com Gandalf e forçado a acompanhar Frodo na jornada, ao contrário da narrativa original. A fase de Gandalf em Orthanc é recontada como um flashback e Lothlórien é cortado, tendo somente Galadriel em seu lugar. Outras modificações incluíram Frodo ser resgatado por Arwen e a sequência de ação envolvendo os trolls. Os roteiristas também consideraram estender o papel de Arwen ao fazê-la matar o Rei-Bruxo de Ângmar.
Alguns problemas surgiram quando Marty Katz foi enviado à Nova Zelândia. Após quatro meses no país, Katz reportou à Miramax que os filmes custariam não menos do que 150 milhões de dólares, valor que a empresa não poderia financiar. Como 15 milhões já haviam sido gastos com os preparativos, eles decidiram fundir o conteúdo dos dois roteiros em um único filme. Em 17 de junho de 1998, Bob Weinstein apresentou um esboço de uma versão de duas horas de duração. O empresário sugeriu, ainda, cortar as cenas de Bri e a épica Batalha do Abismo de Helm, mesclando Rohan e Gondor em um único lugar e tornando Éowyn irmã de Boromir, além de encurtar as aparições de Rivendell e Moria, entre outras várias modificações. Insatisfeito com a ideia de "cortar metade da parte boa", Jackson recusou a seguir adiante e a Miramax declarou que qualquer material produzido pela Weta Workshop seria voltado para a companhia, de qualquer forma. Jackson visitou outros estúdios de Hollywood com seu protótipo do filme em mãos, até reunir-se com Robert Shaye na New Line Cinema. Shaye questionou porque fazer dois filmes se o próprio livro foi publicado em três volumes diferentes, sugerindo uma trilogia completa.

### Produção artística

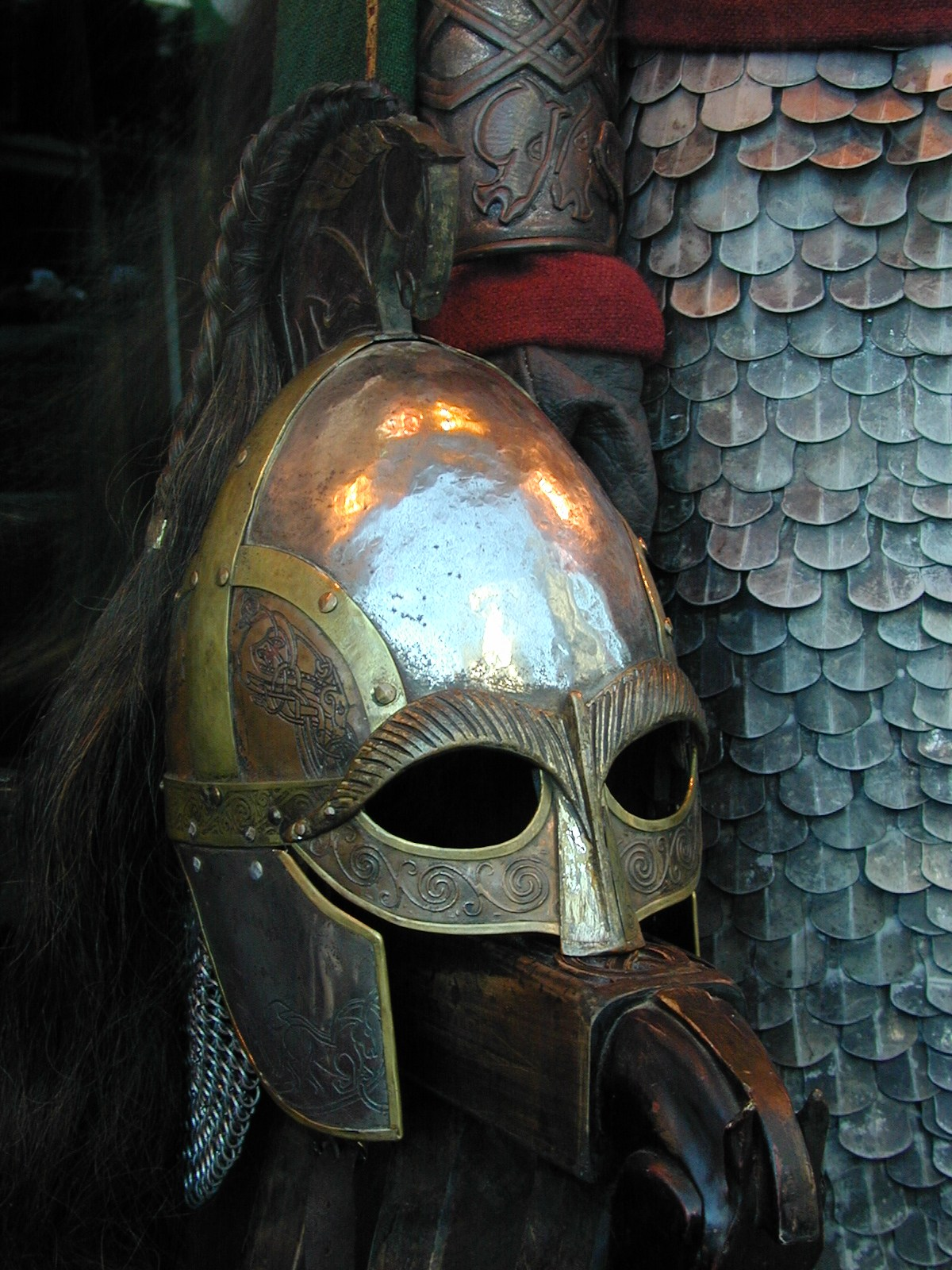
Elmo e avambraço de Rohirrim produzidos para a trilogia.

A concepção do design da trilogia O Senhor dos Anéis teve início em agosto de 1997 com o roteiro e, em novembro de 1997, os ilustradores das obras de Tolkien, Alan Lee e John Howe uniram-se à equipe. Até então, os artistas da trilogia haviam se inspirado em Dungeons & Dragons para toda a parte estética da obra. O próprio Jackson desejava uma aparência realista e histórica ao tom de fantasia da saga. Algumas das concepções de Howe para locais como o Condado, Orthanc, Abismo de Helm, e personagens, como Gandalf e o Balrog foram aproveitadas para o longa-metragem, sendo que esta última serviu de base para a abertura de The Two Towers. Por vezes, Jackson realizou cenas por cima das ilustrações do livro como homenagem aos fãs de Tolkien.
Lee dedicou-se à estética das construções, primeiramente com o Abismo de Helm (onde decorrem as principais batalhas da trilogia), e não desprezando os reinos de Elven, Moria, Edoras e Minas Tirith. Apesar de Howe ter focado primeiramente nas armaduras e nos antagonistas, também não poupou esforços em colaborar com a aparência de Minas Morgul, Cirith Urgol e dos Barad-dûr. Lee também acrescentou um toque pessoal às imagens pintadas de Rivendell, assim como a cena em que Isildur retira o Um Anel de Sauron e as tapeçarias de Edoras. Há, portanto, inúmeras referências reais ao universo da Terra-média na trilogia de Jackson: "Rivendell é uma junção de templo japonês com Frank Lloyd Wright", e a imponente cidadela de Minas Tirith foi inspirada na arquitetura de Monte Saint-Michel e da Capela palatina, na França e na Alemanha, respectivamente. A sombria Minas Morgul foi inspirada em Petra, na Jordânia, e Lindon teve como referências as obras de J. M. W. Turner.

### Filmagens

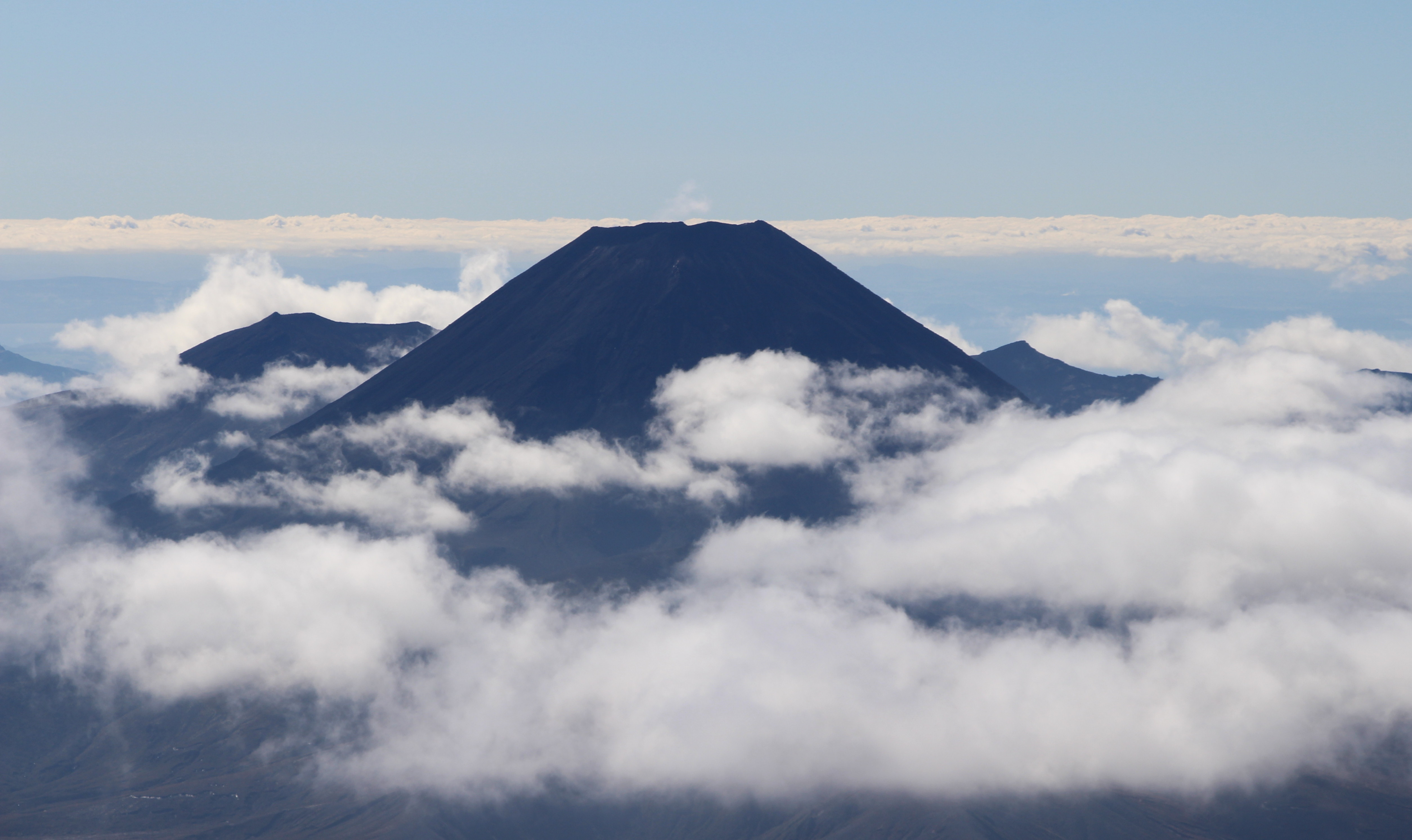
O Monte Ruapehu serviu de locação para as cenas de Mordor.

As filmagens principais para os três filmes foram realizadas em diversos locais da Nova Zelândia, incluindo áreas de conservação natural e parques naturais. As filmagens ocorreram entre 11 de outubro de 1999 e 22 de dezembro de 2000, um período de 438 dias. As filmagens pick-ups foram realizadas anualmente entre 2001 e 2004. A série foi filmada em mais de 150 locações distintas, por sete equipes de filmagem, assim como estúdios de som em Wellington e Queenstown. Além de Jackson, John Mahaffie, Geoff Murphy, Fran Walsh, Barrie Osbourne, Rick Porras, entre outros, conduziram os trabalhos de direção. Jackson monitorou e coordenou todas as unidades de produção (diretores, produtores, artistas em geral) através de ligações via satélite. Devido ao isolamento de algumas locações, a equipe também necessitou de equipamentos de sobrevivência, prevendo que equipes médicas não poderiam alcançá-los a tempo em caso de emergência. O Departamento de Conservação da Nova Zelândia foi duramente criticado por aprovar a produção do filme em áreas de proteção ambiental sem consideração efetiva sobre os eventuais impactos. Alguns efeitos adversos das cenas de confrontos foram registrados no Parque Nacional de Tongariro.

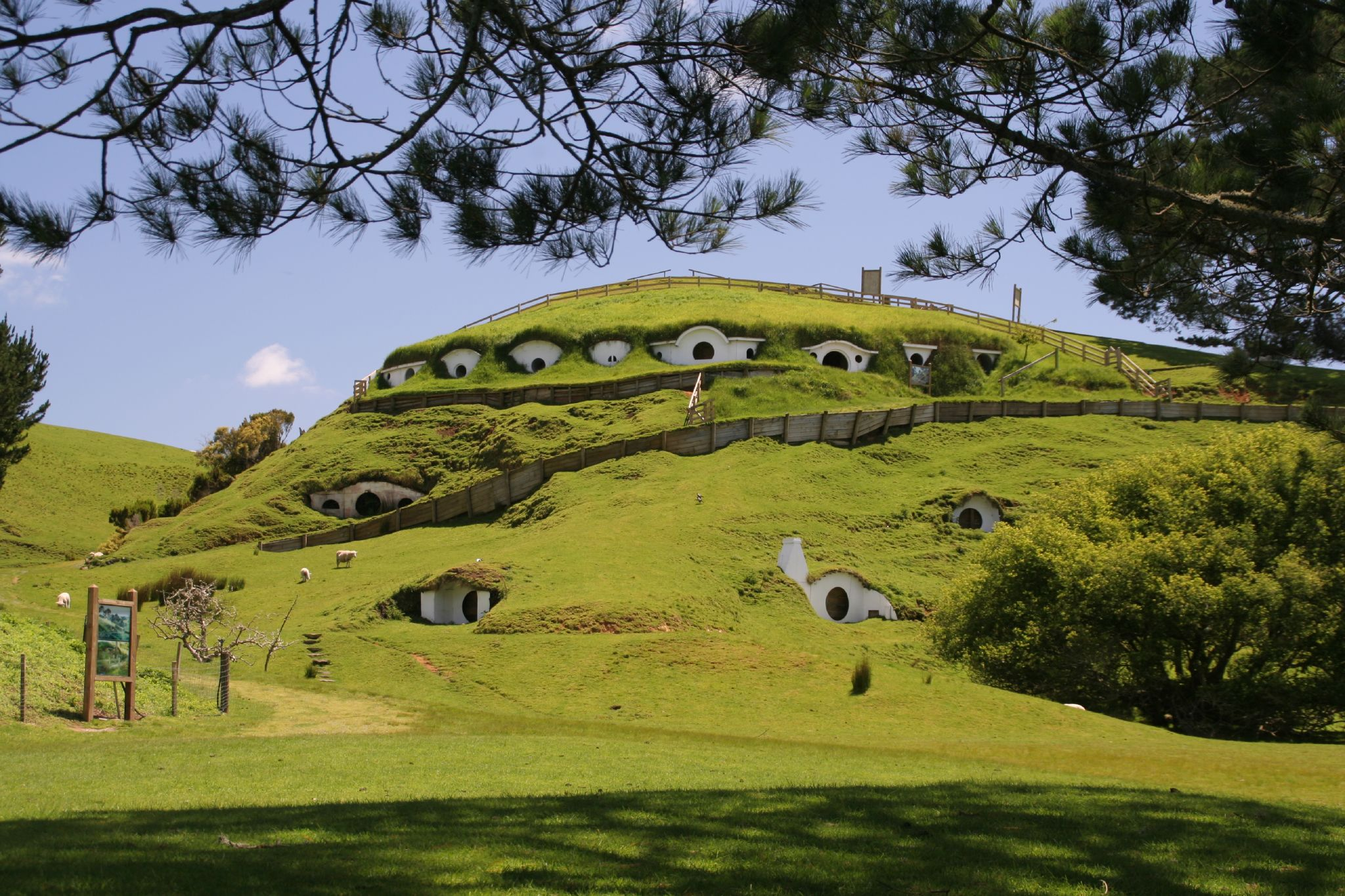
Locação do Condado utilizada em O Senhor dos Anéis, nas proximidades de Matamata, Nova Zelândia.

No final de 1999, a sequência do Condado em que Frodo, Sam, Merry e Pippin se escondem sob uma árvore foi a primeira a ser filmada. Durante as primeiras etapas de filmagem, o foco principal foi a Sociedade do Anel, mais especificamente a tentativa de chegada dos hobbits a Rivendell, em uma única noite nos arredores do Condado; o objetivo central era, na verdade, que os quatro atores se adaptassem como verdadeiros companheiros de jornada. Equipes adicionais também filmaram a sequência de perseguição no rio e a destruição da floresta de Isengard. Por ordem geral, Liv Tyler só viajava aos locais de filmagem nas cenas mais perigosas ou tensas. A cena em que Elrond monta no cavalo, por exemplo, levou cinco dias para ser concluída por meio de dublês. O ator Viggo Mortensen, por sua vez, só uniu-se ao elenco após quase um mês de filmagens, substituindo o ator Stuart Townsend como o protagonista Aragorn, após este ser dispensado por ser muito jovem para o papel. A primeira gravação de Mortensen foi uma sequência de luta contra os Nazgûl, sem ter recebido nenhum treinamento especial para manejo da espada. Eventualmente, ao longo da produção, o ator passou a ter aulas de esgrima com o instrutor Bob Anderson, impressionando a equipe por sua rápida e intensa adaptação ao personagem.
Sean Bean começou a filmar suas cenas em novembro de 1999. Durante este período, a equipe focou seu trabalho em produzir as cenas da Batalha de Amon Hen. As filmagens da Sociedade do Anel tiveram de ser paralisadas por conta de uma inundação no local de filmagens em Queenstown, fazendo com que a equipe focasse nas cenas de The Return of the King com Elijah Wood e Sean Astin. Finalmente, em 17 de janeiro de 2000, o ator britânico Ian McKellen uniu-se ao elenco para as filmagens, após finalizar sua atuação em X-Men. McKellen e Christopher Lee tornaram-se amigos durante as filmagens, principalmente por dividirem o mesmo dublê. Filmar a sequência da batalha dos interiores de Orthanc, com o intenso calor e o peso do figurino, foi descrito como uma das cenas mais difíceis de realizar. A tomada dos Portos Cinzentos, que ocorre em The Return of the King, foi gravada por três vezes seguidas devido às dificuldades de enfoque das câmeras.

## Elenco principal
| Personagem                   | Filme                        | Filme            | Filme                        |
| Personagem                   | The Fellowship of the Ring   | The Two Towers   | The Return of the King       |
| ---------------------------- | ---------------------------- | ---------------- | ---------------------------- |
| Frodo Bolseiro               | Elijah Wood                  | Elijah Wood      | Elijah Wood                  |
| Aragorn                      | Viggo Mortensen              | Viggo Mortensen  | Viggo Mortensen              |
| Boromir                      | Sean Bean                    | Sean Bean        | Sean Bean                    |
| Meriadoc "Merry" Brandebuque | Dominic Monaghan             | Dominic Monaghan | Dominic Monaghan             |
| Samwise "Sam" Gamgi          | Sean Astin                   | Sean Astin       | Sean Astin                   |
| Gandalf                      | Ian McKellen                 | Ian McKellen     | Ian McKellen                 |
| Gimli                        | John Rhys-Davies             | John Rhys-Davies | John Rhys-Davies             |
| Legolas                      | Orlando Bloom                | Orlando Bloom    | Orlando Bloom                |
| Peregrin "Pippin" Tûk        | Billy Boyd                   | Billy Boyd       | Billy Boyd                   |
| Bilbo Bolseiro               | Ian Holm                     |                  | Ian Holm                     |
| Barbárvore                   |                              | John Rhys-Davies | John Rhys-Davies             |
| Elrond                       | Hugo Weaving                 | Hugo Weaving     | Hugo Weaving                 |
| Arwen                        | Liv Tyler                    | Liv Tyler        | Liv Tyler                    |
| Galadriel                    | Cate Blanchett               | Cate Blanchett   | Cate Blanchett               |
| Gollum                       | Andy Serkis                  | Andy Serkis      | Andy Serkis                  |
| Saruman                      | Christopher Lee              | Christopher Lee  | Christopher Lee              |
| Théoden                      |                              | Bernard Hill     | Bernard Hill                 |
| Éowyn                        |                              | Miranda Otto     | Miranda Otto                 |
| Éomer                        |                              | Karl Urban       | Karl Urban                   |
| Faramir                      |                              | David Wenham     | David Wenham                 |
| Grima Língua de Cobra        |                              | Brad Dourif      | Brad Dourif                  |
| Denethor                     |                              | John Noble       | John Noble                   |
| Celeborn                     | Marton Csokas                |                  | Marton Csokas                |
| Haldir                       | Craig Parker                 | Craig Parker     |                              |
| Sauron                       | Sala Baker Alan Howard (voz) |                  | Sala Baker Alan Howard (voz) |
| Isildur                      | Harry Sinclair               |                  | Harry Sinclair               |
| Boca de Sauron               |                              |                  | Bruce Spence                 |

## Pós-produção
Cada um dos três filmes pôde ser trabalhado por cerca de um ano antes de sua respectiva estreia em dezembro, geralmente sendo concluídos em outubro-novembro e assim o elenco já se preparava para o próximo. Neste período, Peter Jackson viajava à Londres para supervisionar a mixagem e prosseguir com os trabalhos de edição. As edições estendidas também tiveram um cronograma apertado no início de cada ano para conclusão dos efeitos visuais e trilha sonora.

### Música
Howard Shore compôs, orquestrou, conduziu e produziu toda a trilha sonora da trilogia. Shore foi incluído à equipe em agosto de 2000 e visitou o local de gravações para acompanhar as edições dos dois primeiros filmes. À música Shore acrescentou muitos motivos representando os diversos personagens, culturas e locais explorados nos filmes. Neste sentido, um trabalho especial de montagem da trilha sonora foi realizado com relação aos hobbits e seu Condado. Apesar do primeiro filme ter algumas faixas gravadas em Wellington, virtualmente toda a música da trilogia foi produzida e gravada em Watford e mixada no Abbey Road Studios. Jackson, que planejava assistir aos trabalhos durante seis semanas a cada ano, acabou permanecendo por doze. 
A música de O Senhor dos Anéis é executada pela Orquestra Filarmônica de Londres e contou com contribuição de muitos outros artistas, como Ben Del Maestro, Enya, Renée Fleming, James Galway, Annie Lennox e Emilíana Torrini. Os atores Billy Boyd, Viggo Mortensen, Liv Tyler e Miranda Otto também colaboraram com a parte musical. Fran Walsh e Philippa Boyens, além do imenso trabalho de roteirização da trilogia, também compuseram algumas letras que foram traduzidas para os idiomas fictícios por David Salo. A faixa de encerramento do terceiro filme, intitulada "Into the West" é uma homenagem à juventude de Jackson e a um amigo de Walsh falecido de câncer em 2003.
Shore dedicou-se a um tema principal para a Sociedade do Anel ao invés de outros temas separados para cada um dos personagens, e sua força e fraqueza no geral são explorados em diferentes pontos da série. Além disso, temas individuais foram compostos para representar diferentes culturas, já que muitos povos diversos são envolvidos na trama principal. Por fim, a trilha sonora da saga tornou-se um sucesso e sagrou-se como uma das maiores composições para cinema, ao lado de Schindler's List, Gladiator e Star Wars, entre outros.´

### Sonoplastia
Os técnicos de som passaram o início do ano tentando ajustar a sonoplastia para o filme. Entre os sons de animais aproveitados, estão os de tigres e morsas. As vozes humanas também foram amplamente trabalhadas. Fran Walsh  e David Farmer colaboraram também nesta etapa de pós-produção, criando o grito horripilante dos Nazgûl e o uivo dos wargs, respectivamente. Outros sons foram produzidos de forma inesperada: o grito do Balrog de Moria na sequência em que cai lutando com Gandalf foi retirado de um burro, assim como o berro dos mûmakil foi gravado de um rugido de leão. Além destes efeitos para sons selvagens, a maioria dos diálogos humanos passou por dublagem adicional.
Os técnicos trabalharam com habitantes locais neozelandeses para capturar os sons apuradamente. Para a sequência da luta na caverna de Moria, no primeiro filme, os sons captados foram regravados em túneis abandonados para captação do efeito de eco. No Westpac Stadium, cerca de 20 mil torcedores de cricket produziram o som de multidão adaptado para o exército dos Uruk-hai durante as sequências de batalha de The Two Towers. A equipe também gravou alguns diálogos em cemitérios à noite para sequências de The Return of the King. A mixagem de som ocorreu entre agosto e novembro, antes da construção de um novo estúdio de gravações em 2003. A nova estrutura, encomendada por Jackson, no entanto, não estava concluída quando da mixagem de The Return of the King.

## Lançamento

### Nos cinemas
O primeiro trailer promocional da trilogia foi lançado na internet em 27 de abril de 2000, registrando o recorde de 1.7 milhão de acessos nas primeiras 24 horas. O vídeo continha uma mescla das trilhas sonoras de Braveheart e The Shawshank Redemption, entre outros filmes. No Festival de Cannes de 2001, foram exibidos 24 minutos de filmagens da série, especialmente da sequência em Moria, recebendo elogios do público e crítica especializada. A exibição também incluiu um cenário modelado a partir da Terra-média.
The Fellowship of the Ring foi lançado em 19 de dezembro de 2001. O primeiro filme da série arrecadou mais de 47 milhões de dólares na semana de estreia e totalizou 871 milhões de dólares mundialmente. Uma amostra da sequência, The Two Towers, foi exibida na sequência pós-créditos da versão teatral do filme. Posteriormente, foi lançado o trailer promocional com parte da trilha sonora de Requiem for a Dream. O segundo filme da saga, The Two Towers, veio ao público em 18 de dezembro de 2002, arrecadando 62 milhões de dólares na semana de estreia e totalizando 926 milhões no mundo todo. O terceiro e último filme da série, The Return of the King, foi anunciado antes do lançamento de Secondhand Lions em 23 de setembro de 2003, estreando em 17 de dezembro de 2003. O último dos três filmes arrecadou mais de 1 bilhão de dólares em bilheterias, marcada alcançado somente por Titanic até então.   

### Mídia caseira

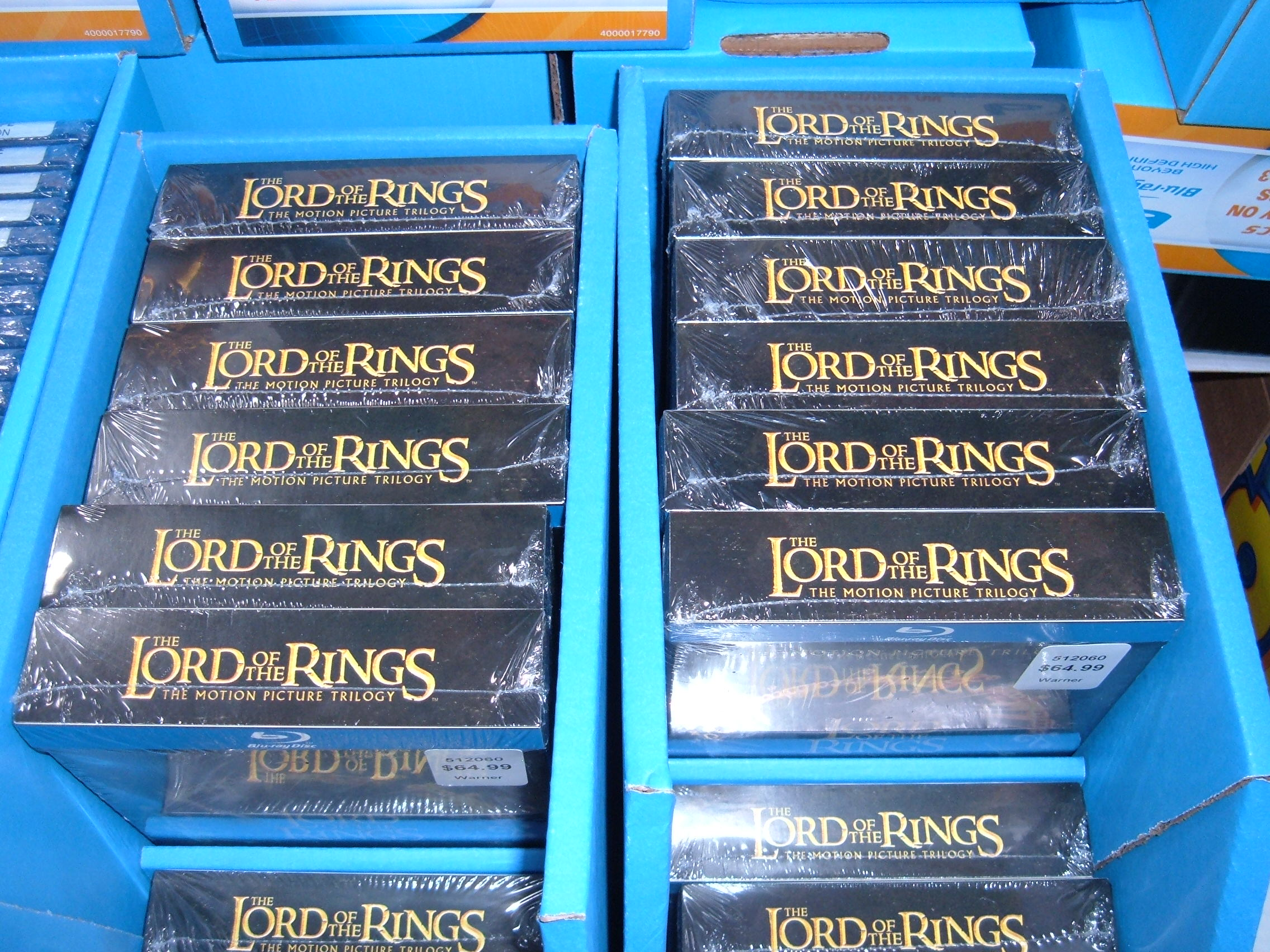
Box da trilogia O Senhor dos Anéis em Blu-ray, 2011.

Cada filme foi lançado em DVD duplo contendo prévias do lançamento seguinte. O sucesso causado pelos cortes do diretor acabou levando ao lançamento de um pacote de Edição Especial em quatro discos, com nova edições, efeitos especiais adicionais e música extra. Os cortes estendidos dos filmes e os conteúdos especiais foram lançados em edição de disco duplo, assim como uma edição limitada de colecionador. The Fellowship of the Ring foi lançado em 12 de novembro de 2002, incluindo 30 minutos extras e uma pintura de Alan Lee retratando cenas de Moria. The Two Towers foi lançado em DVD em 18 de novembro de 2003, com 44 minutos extras e uma pintura de Alan Lee retratando Gandalf, o Branco. 
The Return of the King foi lançado em 14 de dezembro de 2004, com 51 minutos de cenas extras, uma pintura de Grey Havens e uma maquete de Minas Tirith para colecionadores. A Edição Especial Estendida dos discos também inclui apetrechos como um mapa das viagens empreendidas pela Sociedade do Anel. Em 14 de novembro de 2006, a trilogia completa foi lançada em edição de seis discos.
Anos depois, em 2010, a Warner Bros. lançou as versões originais dos filmes em um box Blu-ray. Uma versão estendida foi disponibilizada para pré-compra pela Amazon em março de 2011 e lançada para venda em junho do mesmo ano. A versão estendida em Blu-ray de cada um dos filmes é exatamente igual à versão em DVD; foram, porém, acrescentadas algumas listas especiais ao créditos finais.

### Relançamento nos cinemas
Em comemoração ao aniversário de 20 anos, será relançado nos cinemas do Brasil em Resolução 4K e IMAX.

## Recepção

### Performance em bilheterias
| Filme                | Estreia                | Rendimento em bilheterias (em dólares) | Rendimento em bilheterias (em dólares) | Rendimento em bilheterias (em dólares) | Orçamento   | Ref.   |
| Filme                | Estreia                | América do Norte                       | Outros territórios                     | Mundo                                  | Orçamento   | Ref.   |
| -------------------- | ---------------------- | -------------------------------------- | -------------------------------------- | -------------------------------------- | ----------- | ------ |
| O Senhor dos Anéis 1 | 11 de dezembro de 2001 | 315.710.750                            | 581.979.322                            | 897.690.072                            | 93 milhões  | [ 38 ] |
| O Senhor dos Anéis 2 | 12 de dezembro de 2002 | 342.551.365                            | 604.943.730                            | 947.495.095                            | 94 milhões  | [ 39 ] |
| O Senhor dos Anéis 3 | 13 de dezembro de 2003 | 377.845.905                            | 768.185.007                            | 1.146.030.912                          | 94 milhões  | [ 40 ] |
| Total                | Total                  | 1.036.108.020                          | 1.955.108.059                          | 2.991.216.079                          | 281 milhões | [ 41 ] |

### Recepção crítica
Desconsiderando ajustes inflacionários, O Senhor dos Anéis é a mais bem-sucedida franquia cinematográfica de todos os tempos, mais lucrativa até mesmo que franquias já anteriormente consagradas, como Star Wars e The Godfather. A série de filmes arrecadou um total de 3,6 bilhões de dólares em todo o mundo, além de igualar-se a Ben-Hur e Titanic em número de indicações aos Prêmios da Academia, sendo que somente The Return of the King recebeu 11 deles.
A maioria dos críticos elogia a trilogia. Kenneth Turan, do jornal Los Angeles Times, observou que "a trilogia não terá nenhuma equivalente tão cedo". Alguns especialistas, no entanto, comentaram a extensão e o ritmo dos filmes: "É uma coleção de set-pieces espetaculares sem nenhum senso de dinâmica introduzindo uma à outra", publicou o Philadelphia Weekly.
No site Rotten Tomatoes, os filmes receberam aprovação de 91%, 95% e 93%, respectivamente. O Metacritic, com base em suas avaliações para cada um dos filmes (92, 87 e 94, respectivamente), lista a franquia como uma das mais aclamadas trilogias de todos os tempos. Cada filme foi incluído na lista de "100 Maiores Filmes" do site. No CinemaScore, os filmes receberam pontuação de A-, A e A+ em escala de A a F.
A série consta na lista dos "10 Maiores Filmes" da Dallas-Fort Worth Film Critics Association, entre os "100 Maiores Filmes de Todos os Tempos", da revista Time, e no Top 100 de James Berardinelli. Em 2007, a USA Today nomeou a série como os filmes mais importantes dos últimos 25 anos de cinema. A Entertainment Weekly inclui a trilogia entre as maiores obras cinematográficas do início do milênio, afirmando: "Trazer um livro aclamado para as telonas? Não é nada fácil. A trilogia de Peter Jackson - ou, como gostamos de chamá-la, 'nossa Preciosa' - exerceu sua irresistível força através de falantes élficos e neófitos." No ranking da Paste Magazine dos melhores filmes da década (2000-2009), a trilogia ficou em quarto lugar. Em outra publicação da Time, a série aparece em segundo lugar entre "Os Melhores Filmes da Década".

### Prêmios
Os três filmes juntos foram indicados a 30 Prêmios da Academia, dos quais venceram 17, um recorde para qualquer trilogia cinematográfica (as três indicações para The Hobbit: An Unexpected Journey e The Hobbit: The Desolation of Smaug além da indicação para The Hobbit: The Battle of the Five Armies acumulam um total de 37 indicações para o universo cinematográfico de Tolkien). The Fellowship of the Ring recebeu 13 indicações, mais do que qualquer outra produção no Oscar 2004, das quais venceu 4. The Return of the King, filme que encerra a trilogia, venceu cada categoria a qual havia sido indicado, estabelecendo um novo recorde para qualquer outro filme. Além disso, os 11 prêmios conquistas pelo último filme igualam-se aos recordes de Ben-Hur e Titanic. O filme também tornou-se a segunda sequência na história do cinema a vencer o prêmio de Melhor Filme (a primeira havia sido The Godfather Part II em 1975) e o único filme de fantasia a receber tal prêmio até 2017, sendo "A Forma da Água" o segundo filme de fantasia a ganhar tal prêmio. Por outro lado, nenhum ator dos três filmes foi indicado a um Prêmio da Academia, e Ian McKellen foi o único ator a receber uma indicação, por sua atuação em The Fellowship of the Ring.
| “ | Só quero agradecer a duas pessoas especiais porque, quando eu tinha oito anos de idade, fiz alguns filmes com uma câmera Super-8. E eles me apoiaram em todos esses anos. E morreram nos últimos anos; não viram estes filmes. Para Bill e Joan, muito obrigado. | ” |
|   | — Peter Jackson ao receber o prêmio de Melhor Diretor nos 76º Prêmios da Academia. |   |

Além dos Prêmios da Academia, cada filme da trilogia recebeu um Prêmio Hugo de Melhor Apresentação Dramática, um Prêmio MTV Movie de Melhor Filme e um Prêmio Saturno de Melhor Filme de Fantasia. O primeiro e o terceiro filmes também venceram o Prêmio BAFTA de Melhor Filme. A trilha sonora de The Two Towers não recebeu uma indicação por conta de um regulamento proibindo trilhas sonoras que contém música de outros filmes de serem indicadas à categoria de Melhor Banda Sonora. Pouco tempo depois, tal regulamento foi alterado permitindo que The Return of the King fosse indicado e recebesse o prêmio. O New York Film Critics Circle galardoou o terceiro filme com o Prêmio de Melhor Filme em 2003, citando-o como "uma obra de arte do cinema".

### Controvérsias
Apesar de um sucesso absoluto, a trilogia O Senhor dos Anéis provocou certas reações negativas dos admiradores de Tolkien e de especialistas, que observaram modificações ou adaptações em elementos que o autor original considerava importantes na construção da narrativa, principalmente com relação a personagens e eventos. Alguns fãs da obra literária de Tolkien, discordando com mudanças dos filmes, lançaram o livro The Lord of the Rings: The Purist Edition, que faz uma releitura de toda a trilogia cinematográfica em tentativa de aproximá-la da obra original.
Segundo tais críticos, as várias adaptações em personagens centrais como Gandalf, Aragorn, Arwen, Denethor, Faramir, Gimli e Frodo, quando analisadas em conjunto, modificam drasticamente o tom da obra. Entretanto, alguns também consideram as personagens femininas, como a guerreira Arwen, fielmente adaptadas dos livros, apesar de poucas divergências. Wayne G. Hammond, um estudioso do legado de Tolkien, afirma que os dois primeiros filmes da trilogia estariam "apenas travestidos de adaptações...leais apenas a um nível básico do enredo" e que muitos personagens não foram interpretados com fidelidade ao enredo. Outros críticos observaram que os personagens de Tolkien, nos filmes, são fracos e mal-interpretados.
Mudanças com relação aos eventos da saga (como a participação dos elfos na Batalha do Abismo de Helm, a ajuda de Faramir aos hobbits, e a eliminação de um dos capítulos seguintes) também foram mal vistas por defensores da obra de Tolkien.
Janet Brennan Croft, por sua vez, criticou o uso de termos do próprio Tolkien, como "antecipação" e "aplainar", que ela própria havia empregado em uma crítica ao roteiro inicial dos filmes. Croft contrasta a "sutileza de Tolkien" com a "ansiedade de Jackson" em mostrar "muito, muito cedo".
Contudo, fãs da série defendem que tais críticas seriam uma interpretação errônea do livro e que muitas destas modificações são necessárias. Muitos dos que trabalharam na série são fãs do livro, incluindo Christopher Lee (inclusive, o único dos atores a conhecer Tolkien pessoalmente), e Boyens afirmou, certa vez, que é somente sua interpretação dos livros. Jackson afirmou que somente resumir a história e adaptar para cinema seria uma confusão e, em suas próprias palavras: "claro que não se trata realmente de O Senhor dos Anéis... mas ainda assim é um filme bem legal". Outro grupo de fãs afirma que, apesar das diferenças, os filmes são uma espécie de homenagem ao legado dos livros.

## O Hobbit
Peter Jackson também dirigiu três filmes baseados no romance O Hobbit, também de Tolkien, como uma prequela dos romances O Senhor dos Anéis. O primeiro filme, The Hobbit: An Unexpected Journey, foi lançado em 12 de dezembro de 2012, o segundo, The Hobbit: The Desolation of Smaug, foi lançado em 13 de dezembro de 2013 e o terceiro filme, The Hobbit: The Battle of the Five Armies, foi lançado em 17 de dezembro de 2014. Vários atores da trilogia anterior, entre os quais Ian McKellen, Andy Serkis, Hugo Weaving, Elijah Wood, Ian Holm, Christopher Lee, Cate Blanchett e Orlando Bloom reprisaram seus papéis na nova trilogia.